# Булдурта
Булдурта (каз. Бұлдырты) — село в Сырымском районе Западно-Казахстанской области Казахстана. Административный центр Булдуртинского сельского округа. Находится на правом берегу реки Булдырты примерно в 45 км к востоку-юго-востоку (ESE) от аула Жымпиты, административного центра района, на высоте 13 метров над уровнем моря. Код КАТО — 275839100.

## Население
В 1999 году численность населения села составляла 1990 человек (997 мужчин и 993 женщины). По данным переписи 2009 года, в селе проживало 1990 человек (1016 мужчин и 974 женщины).

## Известные уроженцы
- Нурлан Бекжанов (р.1987) — борец вольного стиля, призёр чемпионата мира.